# Mola (genre)
Pour les articles homonymes, voir Mola.
Genre
Mola est un genre de poissons tetraodontiformes communément appelés « poissons-lune ».

## Liste d'espèces
Selon World Register of Marine Species (1 mars 2019) :
- Mola alexandrini (Ranzani, 1839) (anciennement Mola ramsayi (Giglioli, 1883))
- Mola mola (Linnaeus, 1758) — Môle ou poisson-lune
- Mola tecta Nyegaard, Sawai, Gemmell, Gillum, Loneragan, Yamanoue & Stewart, 2017[2],[3]

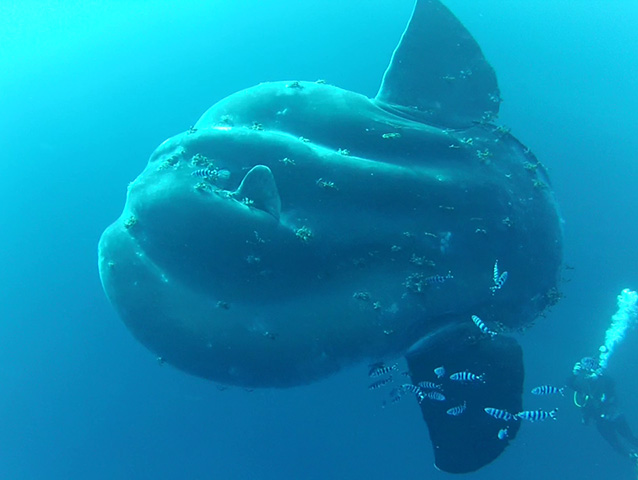
Mola alexandrini
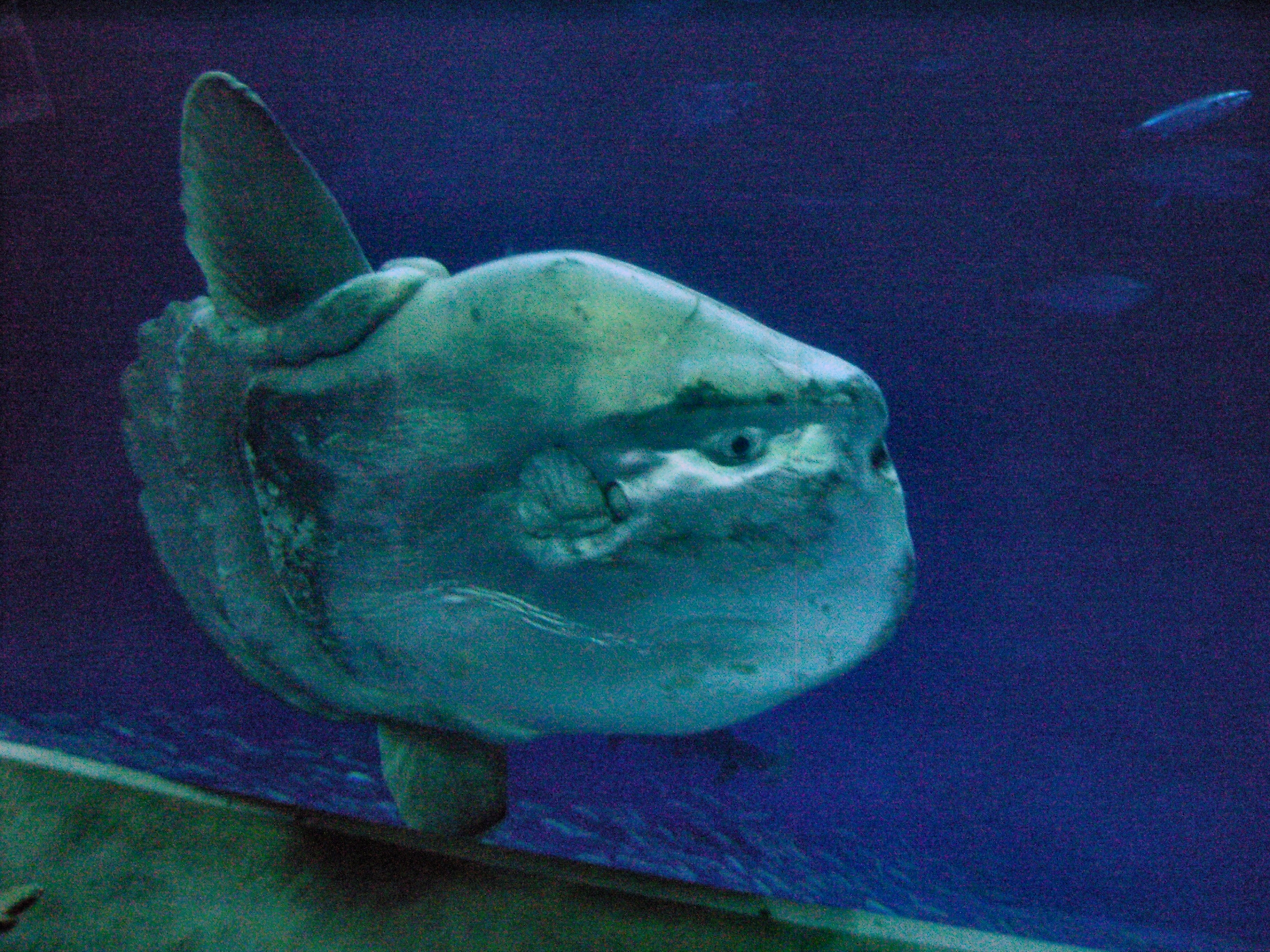
Mola mola
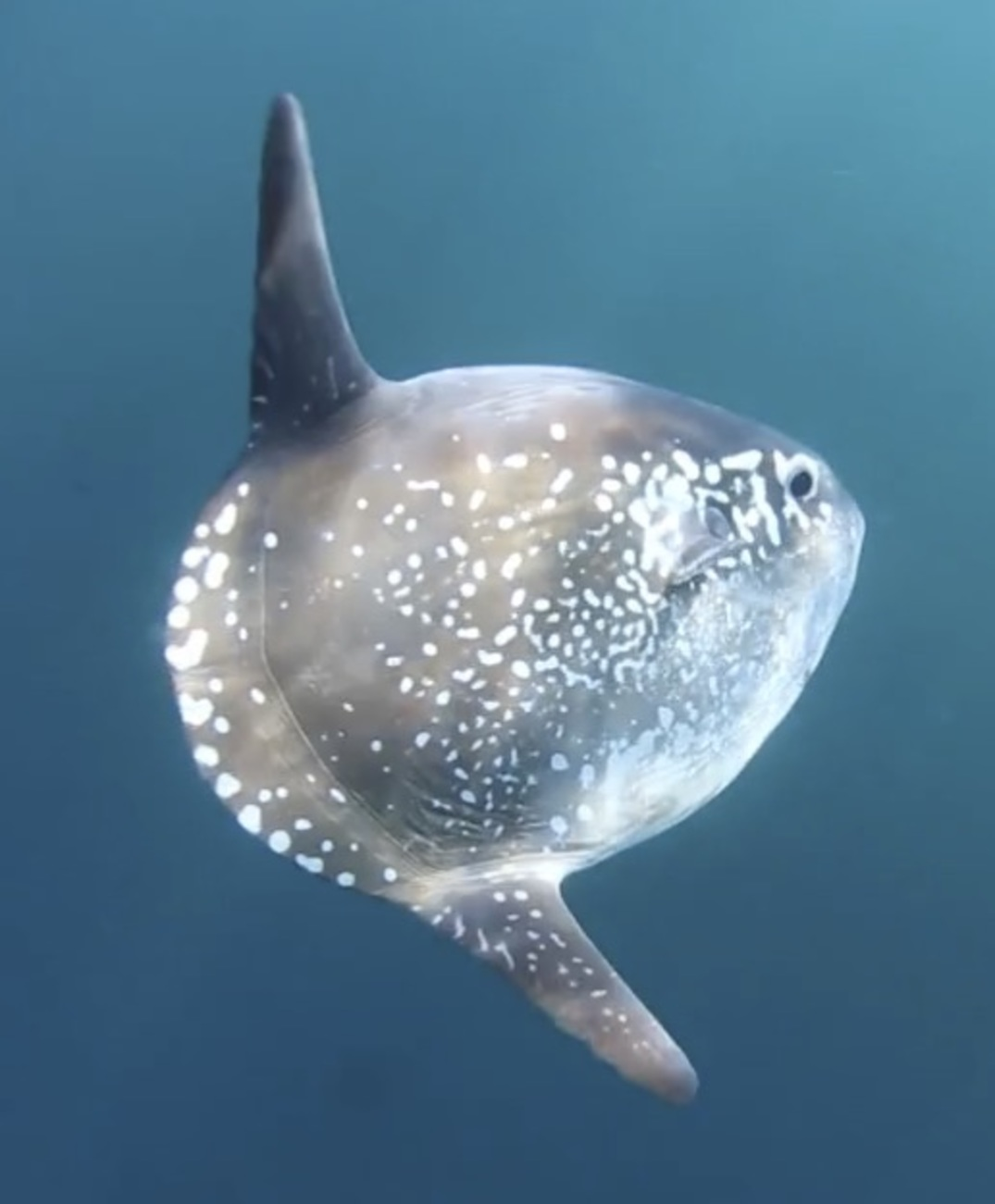
Mola tecta

Paleobiology Database (28 août 2017) ajoute également l'espèce fossile :
- Mola chelonopsis